# 高秆薹草
高秆薹草（学名：Carex alta）为莎草科薹草属下的一个种。分布在印度、越南北部、印度尼西亚以及中国大陆的四川、广西、云南、贵州、西藏等地，生长于海拔1,500米至2,500米的地区，多生在山坡草地以及密林中湿地。

## 异名
- Carex alta Boott var. latialata Kuekenth. ex Hand.-Mazz.

## 扩展阅读
- 維基物種上的相關：高秆薹草